# Terbium(III)oxide
Terbium(III)oxide is een anorganische verbinding van terbium en zuurstof, met als brutoformule Tb2O3. De stof komt voor als witte kristallen.

## Synthese
Terbium(III)oxide kan niet rechtstreeks bereid worden uit oxidatie van terbium met zuurstofgas, omdat daarbij terbium(III,IV)oxide (Tb4O7) ontstaat. Het wordt wel bereid door reductie van dit oxide met waterstofgas bij een temperatuur van 1300°C:
{\displaystyle {\ce {Tb4O7 + H2 -> 2Tb2O3 + H2O}}}

## Kristalstructuur
Van terbium(III)oxide zijn - in tegenstelling tot andere oxiden van lanthaniden - 2 kristalstructuren bekend. De meest stabiele structuur is de kubische met lengte van de eenheidscel gelijk aan 1072 pm. Daarnaast bestaat ook nog een monokliene structuur.
Formeel is terbium(III)oxide een sesquioxide.

## Toepassingen
Wanneer terbium(III)oxide gedoteerd wordt met calcium gedraagt het zich als p-type halfgeleider.